# Pic de Planamorrons
El Pic de Planamorrons és una muntanya de 2.475 metres que es troba entre els municipis de la Vall de Boí i de Vilaller, a la comarca de l'Alta Ribagorça.